# Warcoing
Warcoing (Nederlands: Warkonje) is een dorp in de Belgische provincie Henegouwen en een deelgemeente van de Waalse gemeente Pecq. Ten oosten van Warcoing stroomt de Schelde.

## Geschiedenis
Warcoing was een zelfstandige gemeente, tot die bij de gemeentelijke herindeling van 1977 toegevoegd werd aan de gemeente Pecq.

## Demografische ontwikkeling
- Bronnen:NIS, Opm:1831 tot en met 1970=volkstellingen

## Bezienswaardigheden
- De Sint-Amanduskerk (église Saint-Amand)
- Op het kerkhof van Warcoing bevinden zich vier Britse oorlogsgraven uit de Eerste Wereldoorlog.
- De Moulin de Pierre, een windmolenrestant.

## Natuur en landschap
Warcoing ligt in de Doornikse leemstreek en aan de Schelde en ten noorden van Warcoing mondt het Spierekanaal in de Schelde uit. De hoogte bedraagt 16-22 meter.

## Politiek
Warcoing had een eigen gemeentebestuur en burgemeester tot de gemeentelijke fusie van 1977. De laatste burgemeester was Léon Velge.

## Sport
Voetbalclub Olympic de Warcoing is aangesloten bij de Belgische Voetbalbond. De club speelt er in de provinciale reeksen.

## Externe links

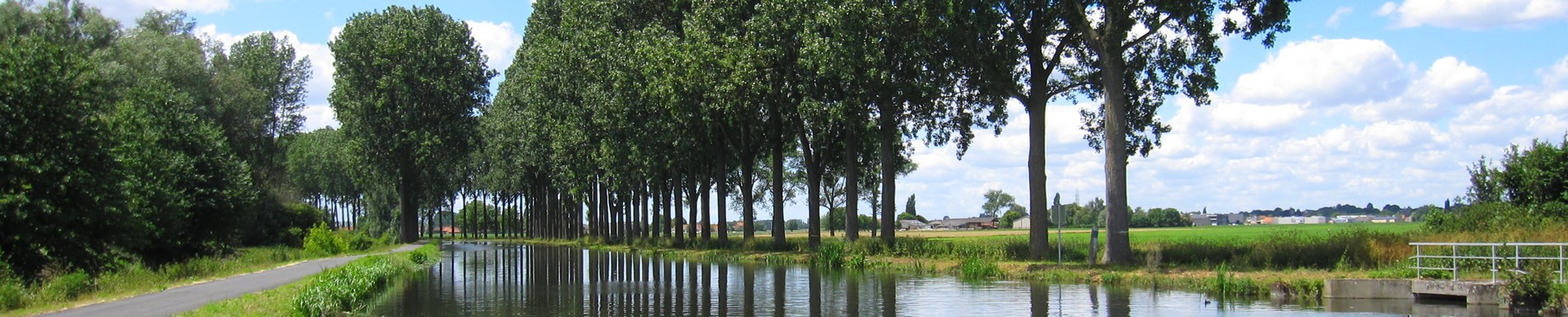
Panorama van Warcoing

## Nabijgelegen kernen
Spiere, Hérinnes, Pecq